# Amélie Prévost (slammeuse)
Pour les articles homonymes, voir Prévost.
Ne doit pas être confondu avec Amélie Prévost.
Amélie Prévost, née en 1979 à Iowa City, est une comédienne, slammeuse et poète québécoise.

## Biographie
Amélie Prévost est née en 1979 à Iowa City et a grandi à Montréal. Elle a fait des études de théâtre au Cégep de Saint-Hyacinthe.
Elle a découvert le spoken word grâce à la scène slam, en assistant à la finale nationale du Grand Slam de Poésie de la Ligue québécoise de slam en 2009,. Prévost s'est fait connaitre en remportant le Grand Slam de la Ligue québécoise de slam en 2015, faisant d'elle la représentante québécoise à la Coupe du monde en France en 2016,. Elle remporte la Coupe du monde de slam de poésie le 28 mai 2016 à Paris,. Elle est ainsi la troisième Québécoise à remporter la Coupe du monde.
Prévost a créé plusieurs spectacles de poésie performée (spoken word), dont L’histoire de la fille (2010-2012) et Ma langue dans ton oreille (2013-2015), accompagnée du musicien Philippe Lonergan, et mis en scène par Émilie Gauvin. Elle a également écrit, Fol ouvrage (Torcher des paillettes),  à quatre mains avec Elkahna Talbi (Queen Ka ) intitulé en 2018, un « spectacle festif et réflexif qui offre une littérature orale décomplexée jouant sur la mince ligne qui sépare le théâtre de la poésie ». Elle s'est produite partout sur la scène québécoise et à l'international. En 2021, elle a créé Kamikaze du vendredi à partir de son livre du même titre.
En théâtre, elle a co-écrit et joué dans plusieurs pièces dont Six mois avant Noël  (2004), L'Air et la Chanson ou Tout le monde peut jouer Feydeau, avec Annie Girard (2007) et Les Grosses Geishas, avec Mélissa Dion Des Landes (2012),. Elle a écrits des textes et joué dans la pièce Les Laissés pour contes à l'Usine-C en 2015,. Au grand-écran, elle a joué dans Les Bougon, c'est aussi ça la vie!, ainsi que plusieurs courts-métrages.
Prévost a publié deux recueils de poésie, Corps flottants, avec les illustrations de Steve Poutré, aux éditions Neige-galerie en 2017, et Kamikaze du vendredi chez Planète rebelle en 2021. Ce dernier rassemble plusieurs textes écrits et lus dans le cadre de sa collaboration, entre 2016 et 2020, au segment Le combat des mots de l’émission Plus on est de fous, plus on lit! : « Ancré à Montréal, Kamikaze du vendredi porte ainsi la voix de quelques protagonistes dont une narratrice qui rédige des anecdotes, ses souvenirs, quelques moments d’angoisse ou encore d’amour ».

## Œuvres

### Poésie
- Corps flottants, avec les illustrations de Steve Poutré, Gatineau, Neige-galerie, 2017, 123 p.  (ISBN 9782924384114)
- Kamikaze du vendredi, Montréal, Planète rebelle, 2021, 70 p.  (ISBN 9782924797952)
- Osti d'pain blanc, Montréal, L'Hexagone, 2023, 84 p.  (ISBN 978-2-89648-150-7)

### Spectacles

#### Slam
- 2010-2012 - L’histoire de la fille, avec Philippe Lonergan (musique) et Émilie Gauvin (mise en scène)
- 2013-2015 - Ma langue dans ton oreille, avec Philippe Lonergan (musique) et Émilie Gauvin (mise en scène)
- 2018 - Fol Ouvrage (Torcher des paillettes), en collaboration avec Queen Ka - création au Fil 2018
- 2021- Kamikaze du vendredi, avec Elkahna Talbi (mise en scène)

#### Théâtre
- 2004 - Six mois avant Noël, Salle Fred-Barry
- 2007 - L'air et la chanson ou Tout le monde peut jouer Feydeau, avec Annie Girard, Théâtre La Chapelle
- 2012 - Les grosses geishas, avec Mélissa Dion Des Landes, Théâtre MainLine
- 2015 - Les laissés pour contes, Usine-C

### Filmographie

#### Télévision
- 2004 - Les Bougon, c'est aussi ça la vie!, réalisatrice Fabienne Larouche (actrice)

#### Cinéma
- 2006 - François en série, réalisateur Jean-François Asselin (actrice)
- 2008 - La battue, réalisateur Guy Édoin (actrice)
- 2010 - Marécage - réalisateur Guy Édoin (actrice)
- 2011 - Pêche Blanche, réalisateur Cédric Landry (actrice)
- 2014 - La Voix - réalisateur David Uloth (actrice)

## Prix et honneurs
- 2008 - Gala: Prends ça court (Meilleur actrice - court métrage)[12]
- 2015 - Grand Slam de la Ligue québécoise de slam[2]
- 2016 - Championne de la coupe du monde de slam en poésie[3]